# Verghereto
Verghereto ist eine italienische Gemeinde (comune) mit 1741 Einwohnern (Stand 31. Dezember 2023) in der Provinz Forlì-Cesena in der Emilia-Romagna. Die Gemeinde liegt etwa 48,5 Kilometer südlich von Forlì und etwa 42,5 Kilometer südsüdwestlich von Cesena. Verghereto grenzt unmittelbar an die Provinzen Arezzo und Rimini. Im Gemeindegebiet liegen die Tiberquellen.

## Persönlichkeiten
- Giacomo Babini (1929–2021), Bischof von Grosseto (im Ortsteil Alfedo geboren)

## Gemeindepartnerschaft
Verghereto unterhält Partnerschaften mit der französischen Gemeinde Source-Seine im Département Côte-d’Or und seit 2007 mit der italienischen Gemeinde Melissano in der Provinz Lecce.

## Verkehr
Durch die Gemeinde führt die Strada Statale 3 bis Tiberina (E 45) von Terni nach Ravenna.